# Basilika St. Dominikus (Valletta)

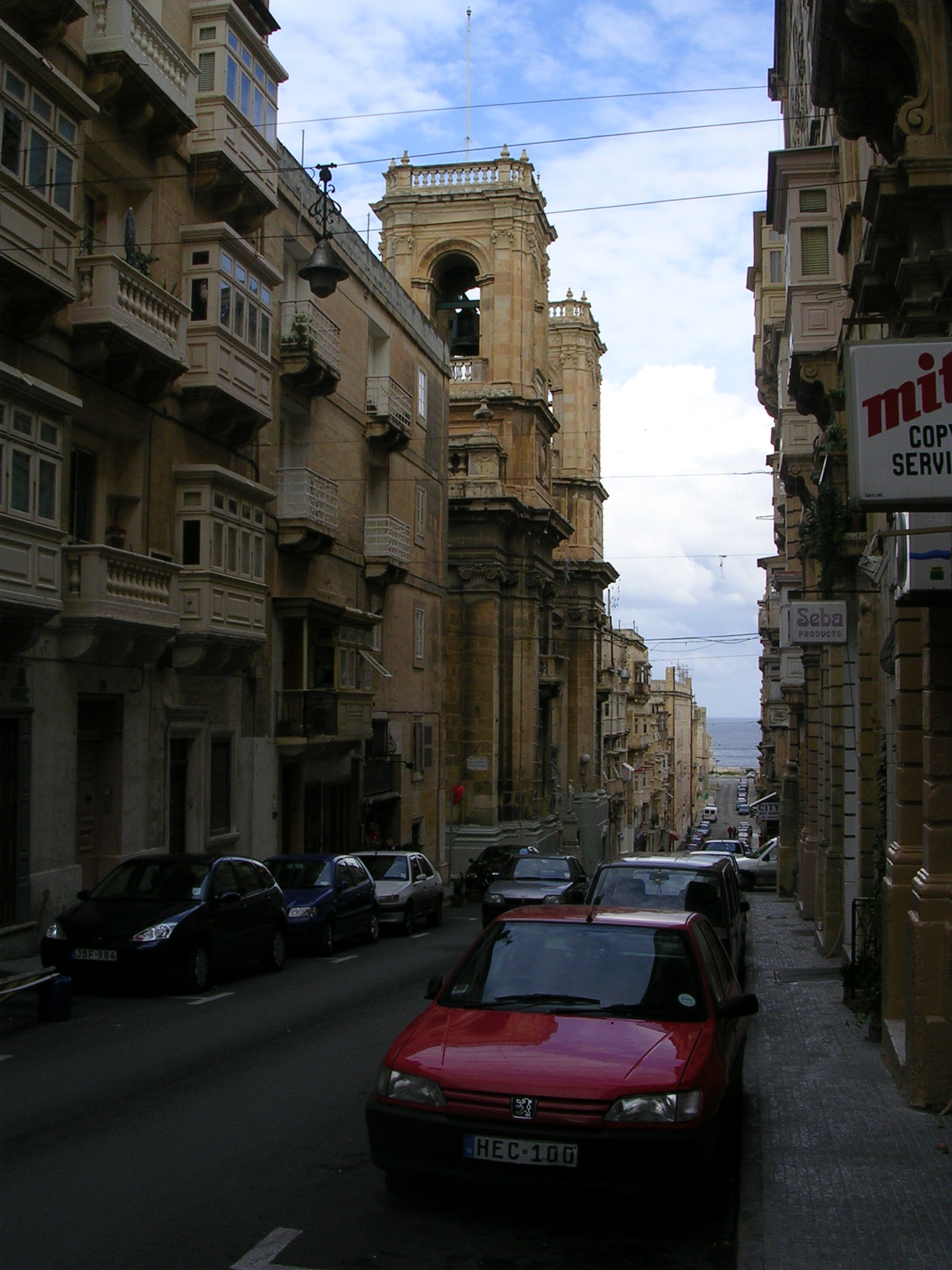
Fassade der Basilika

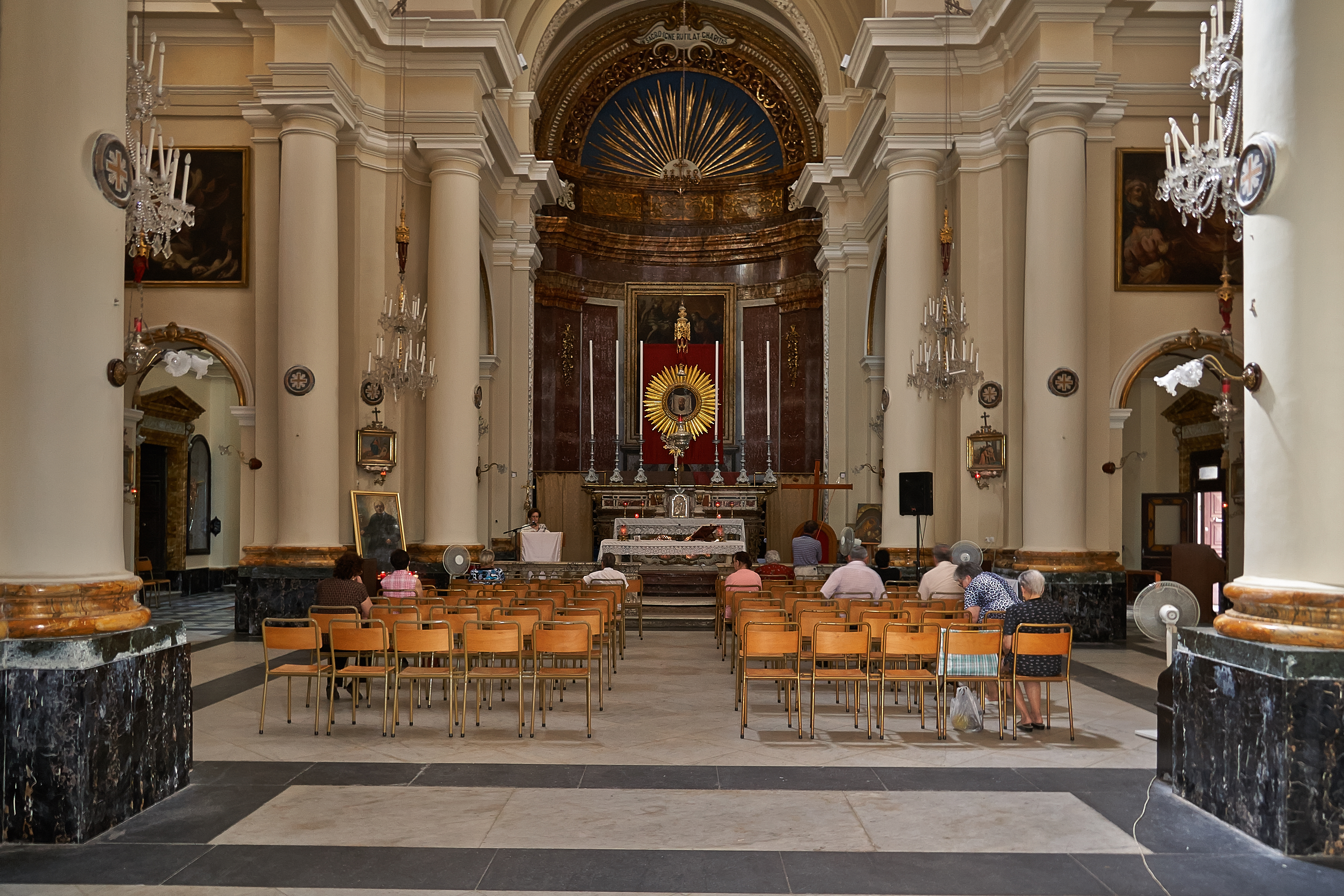
Innenraum der Basilika

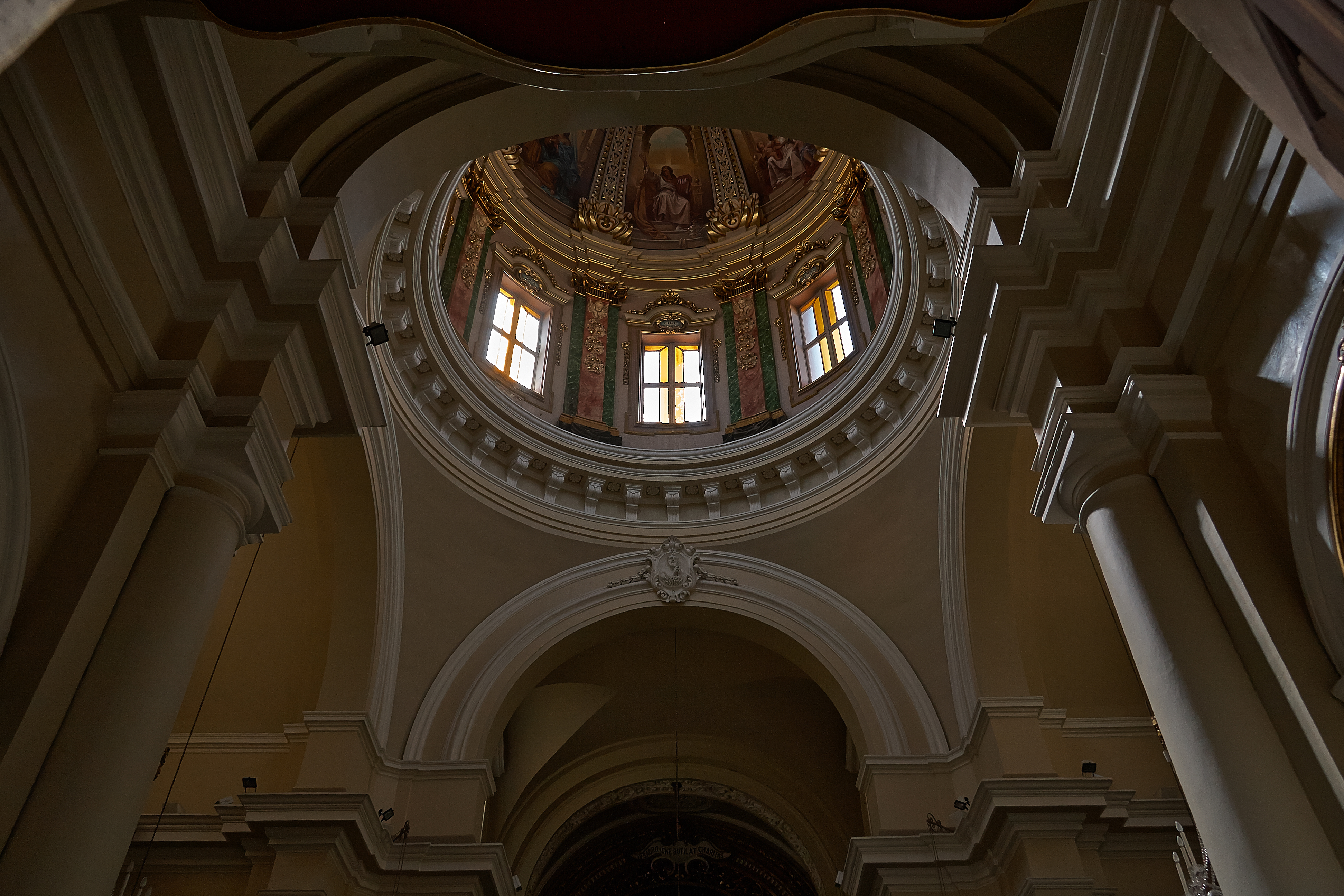
Innenansicht der Kuppel

Die Basilika St. Dominikus (maltesisch Il-Bażilika ta ’San Duminku) oder auch bekannt als die Basilika Unserer Lieben Frau vom sicheren Hafen und St. Dominikus ist eine römisch-katholische Pfarr- und Klosterkirche in Valletta auf der Insel Malta. Die Kirche im Erzbistum Malta ist dem heiligen Dominikus und der Gottesmutter Maria gewidmet und trägt den Titel einer Basilica minor. Sie wird vom Dominikanerorden betreut, dessen Kloster sich hinter der Kirche befindet.

## Geschichte
Das Land, auf dem die Kirche und das Kloster gebaut sind, wurde vom Großmeister Pierre de Monte dem Dominikanerorden übergeben. Girolamo Cassar wurde beauftragt, die Pläne zu erstellen. Die Grundsteinlegung erfolgte 1571. Die Pfarrei wurde im selben Jahr durch ein Dekret von Papst Pius V. gegründet, der als Förderer des Baus von Valletta gilt. Es wurde bestimmt, dass die Pfarrei St. Dominikus die Hauptpfarrkirche der Stadt sein solle.

## Neue Kirche
Die alte Kirche wurde 1780 nach Erdbeben und schweren Stürmen für unsicher erklärt und geschlossen. 25 Jahre später konnte die neue Kirche geweiht werden, deren Entwurf dem auf Malta tätigen polnischen Architekten Stefano Ittar (1724–1790) zugeschrieben wird. Sie wurde 1816 von Papst Pius VII. als erste der Insel in den Rang einer Basilica minor erhoben. 1889 schließlich wurde sie von Erzbischof Pietro Pace Unserer Lieben Frau vom sicheren Hafen geweiht. (Valletta liegt zwischen zwei großen natürlichen Hafenbecken.)
Das spätbarocke Kirchengebäude mit einem kreuzförmigen Grundriss besitzt eine Doppelturmfassade und eine große Kuppel über der Vierung. Die 2017 restaurierten Gewölbegemälde stammen von Giuseppe Calì. Die Restaurierung wurde 2018 bei der Chorausmalung von Pietru Pawl Caruana fortgesetzt. Die Basilika ist im Nationalen Inventar des Kulturguts der Maltesischen Inseln aufgeführt und Teil des UNESCO-Welterbes Valletta.